# Біла (Мазовецьке воєводство)
Біла (пол. Biała) — село в Польщі, у гміні Стара Біла Плоцького повіту Мазовецького воєводства.
Населення — 780 осіб (2011).
У 1975-1998 роках село належало до Плоцького воєводства.

## Демографія
Демографічна структура станом на 31 березня 2011 року:
|          | Загалом | Допрацездатний вік | Працездатний вік | Постпрацездатний вік |
| -------- | ------- | ------------------ | ---------------- | -------------------- |
| Чоловіки | 359     | 87                 | 228              | 44                   |
| Жінки    | 421     | 82                 | 250              | 89                   |
| Разом    | 780     | 169                | 478              | 133                  |